# Time3
Time3 je kompilační trojalbum americké rockové skupiny Journey, vydané v roce 1992. Nějaké skladby byli již dříve vydány na některých albech, některé pocházejí z koncertů a některé nikde nevyšly.

## Seznam skladeb
| Disk 1 | Disk 1                          | Disk 1                                               | Disk 1 |
| Pořadí | Název                           | Autor                                                | Délka  |
| ------ | ------------------------------- | ---------------------------------------------------- | ------ |
| 1.     | Of a Lifetime                   | Neal Schon, Gregg Rolie, George Tickner              |        |
| 2.     | Kohoutek                        | N. Schon, Rolie                                      |        |
| 3.     | I'm Gonna Leave You             | N. Schon, Rolie, Tickner                             |        |
| 4.     | Cookie Duster                   | Ross Valory                                          |        |
| 5.     | Nickel and Dime                 | N. Schon, Rolie, Tickner, R. Valory                  |        |
| 6.     | For You                         | N. Schon, Rolie, Robert Fleischman                   |        |
| 7.     | Velvet Curtain/Feeling That Way | Steve Perry, Rolie, Aynsley Dunbar                   |        |
| 8.     | Anytime                         | N. Schon, Rolie, Fleischman, R. Valory, Roger Silver |        |
| 9.     | Patiently                       | Perry, N. Schon                                      |        |
| 10.    | Good Times                      | Sam Cooke                                            |        |
| 11.    | Majestic                        | Perry, N. Schon                                      |        |
| 12.    | Too Late                        | Perry, N. Schon                                      |        |
| 13.    | Sweet and Simple                | Perry                                                |        |
| 14.    | Just the Same Way               | N. Schon, Rolie, R. Valory                           |        |
| 15.    | Little Girl                     | Perry, N. Schon, Rolie                               |        |
| 16.    | Any Way You Want It             | Perry, N. Schon                                      |        |
| 17.    | Someday Soon                    | Perry, N. Schon, Rolie                               |        |
| 18.    | Good Morning Girl               | Perry, N. Schon                                      |        |

| Disk 2 | Disk 2                                | Disk 2                               | Disk 2 |
| Pořadí | Název                                 | Autor                                | Délka  |
| ------ | ------------------------------------- | ------------------------------------ | ------ |
| 1.     | Where Were You                        | Perry, N. Schon                      |        |
| 2.     | Line of Fire                          | Perry, N. Schon                      |        |
| 3.     | Homemade Love                         | Perry, N. Schon, Steve Smith         |        |
| 4.     | Natural Thing                         | Perry, R. Valory                     |        |
| 5.     | Lights (live)                         | Perry, N. Schon                      |        |
| 6.     | Stay Awhile (live)                    | Perry, N. Schon                      |        |
| 7.     | Walks Like a Lady (live)              | Perry                                |        |
| 8.     | Lovin', Touchin', Squeezin' (live)    | Perry                                |        |
| 9.     | Dixie Highway (live)                  | Perry, N. Schon                      |        |
| 10.    | Wheel in the Sky (live)               | N. Schon, Flesichman, Diane Valory   |        |
| 11.    | The Party's Over (Hopelessly in Love) | Perry                                |        |
| 12.    | Don't Stop Believin'                  | Perry, N. Schon, Jonathan Cain       |        |
| 13.    | Stone in Love                         | Perry, N. Schon, Cain                |        |
| 14.    | Keep on Runnin'                       | Perry, N. Schon, Cain                |        |
| 15.    | Who's Crying Now                      | Perry, Cain                          |        |
| 16.    | Still They Ride                       | Perry, N. Schon, Cain                |        |
| 17.    | Open Arms                             | Perry, Cain                          |        |
| 18.    | Mother, Father                        | Perry, N. Schon, Cain, Matthew Schon |        |

| Disk 3 | Disk 3                             | Disk 3                | Disk 3 |
| Pořadí | Název                              | Autor                 | Délka  |
| ------ | ---------------------------------- | --------------------- | ------ |
| 1.     | La Raza Del Sol                    | Perry, Cain           |        |
| 2.     | Only Solutions                     | Perry, N. Schon, Cain |        |
| 3.     | Liberty                            | Perry, N. Schon, Cain |        |
| 4.     | Separate Ways (Worlds Apart)       | Perry, Cain           |        |
| 5.     | Send Her My Love                   | Perry, Cain           |        |
| 6.     | Faithfully                         | Cain                  |        |
| 7.     | After the Fall                     | Perry, Cain           |        |
| 8.     | All That Really Matters            | Schon, Cain           |        |
| 9.     | The Eyes of a Woman                | Perry, N. Schon, Cain |        |
| 10.    | Why Can't This Night Go on Forever | Perry, Cain           |        |
| 11.    | Once You Love Somebody             | Perry, N. Schon, Cain |        |
| 12.    | Happy to Give                      | Perry, Cain           |        |
| 13.    | Be Good to Yourself                | Perry, N. Schon, Cain |        |
| 14.    | Only the Young                     | Perry, N. Schon, Cain |        |
| 15.    | Ask the Lonely                     | Perry, Cain           |        |
| 16.    | With a Tear                        | Perry, N. Schon, Cain |        |
| 17.    | Into Your Arms                     | Perry, N. Schon, Cain |        |
| 18.    | Girl Can't Help It                 | Perry, N. Schon, Cain |        |
| 19.    | I'll Be Alright Without You        | Perry, N. Schon, Cain |        |